# Unescoceratops
Unescoceratops koppelhusae is een ornithischische dinosauriër, behorend tot de groep van de Ceratopia, die tijdens het late Krijt leefde in het gebied van het huidige Noord-Amerika.

## Vondst en naamgeving
De soort is in 2011/2012 benoemd en beschreven door Michael Ryan, David Evans,  Philip Currie, Caleb Brown en Donald Brinkman. De geslachtsnaam is afgeleid van de UNESCO en een Oudgrieks κέρας, keras, "hoorn", en ὤψ, oops, "gezicht". De soortaanduiding eert de paleontologe Eva Koppelhus.
Het holotype, TMP 95.12.6, is in de zomer van 1995 in het Dinosaur Provincial Park, een UNESCO World Heritage Site,  in Alberta, Canada, in het gebied van de Steveville Badlands ten noorden van de Red Deer River door Currie, de echtgenoot van Koppelhus, gevonden in een laag van de Dinosaur Park Formation die dateert uit het Campanien. Het bestaat uit een gedeeltelijke linkeronderkaak, het dentarium. Het stuk werd al beschreven in 1998 en toen toegewezen aan een Leptoceratops sp.
Toegewezen is specimen TMP 74.10.31, een stuk dentarium van de rechteronderkaak. Het is ook afkomstig uit het Dinosaur Provincial Park maar de exacte locatie is onbekend. Het werd in 1974 toegevoegd aan de collectie van het Royal Tyrrell Museum of Palaeontology en kwam pas onder de aandacht toen deze nauwkeurig werd onderzocht op de aanwezigheid van zulke fossielen na de vondst uit 1995.

## Beschrijving
Unescoceratops is een klein dier met een geschatte lengte van anderhalf tot twee meter en een gewicht van negentig kilogram. 
De tandvorm van de in de onderkaak nog aanwezige vervangingstanden is uniek, een autapomorfie: de tanden in het midden van het dentarium zijn even breed als hoog en het profiel van hun binnenkant is afgerond terwijl de vertandingen van de snijranden bijna doorlopen tot aan de tandwortel. Bij verwanten zijn de tanden duidelijk hoger dan breed en zijn de denticula beperkt tot het boevendeel van de tandkroon.
Het stuk onderkaak van het holotype heeft een bewaarde lengte van 159 millimeter wat wijst op een oorspronkelijke lengte van 175 millimeter. De onderkaak is vrij hoog, vooral vooraan, waarbij de onderkant naar voren toe schuin naar beneden loopt om relatief dicht bij het einde in een scherpe hoek in een opnieuw vrij rechte lijn steil naar de kaakpunt te rijzen. Zo ontstaat een scherpe "kin".
De tandrij bestaat uit vijftien tanden. Dit aantal ligt twee minder dan bij Leptoceratops wat in 1998 geweten werd aan een geringere individuele leeftijd. De tanden zijn vrij breed en plat met een middelste verticale hoofdrichel die erg dicht op de voorste snijrand staat en onderaan vervloeit met een U-vormige richel aan de basis van de kroon die voor en achter opstaande punten vormt aan het uiteinde van de snijranden.
Specimen TMP 74.10.31 is achtendertig millimeter lang en bevat nog vier tandposities.

## Fylogenie
De beschrijvers plaatsten Unescosaurus in de Leptoceratopidae. Volgens een exacte kladistiek vormde het daarin een klade samen met de gelijktijdig benoemde Gryphoceratops, welke aftakking de zusterklade zou vormen van Zhuchengceratops